# 熊本県立熊本高等学校人物一覧
熊本県立熊本高等学校人物一覧 （くまもとけんりつくまもとこうとうがっこうじんぶついちらん）は、熊本県立熊本高等学校に関係する人物の一覧記事。

## 主な出身者

### 政治家・官僚

#### 国会議員
- 岩下栄一 - 衆議院議員
- 上村英明 - 衆議院議員
- 魚住汎英 - 参議院議員
- 大久保武雄 - 衆議院議員、労働大臣、初代海上保安庁長官
- 大麻唯男 - 衆議院議員、国家公安委員長
- 木村仁 - 参議院議員（自由民主党所属）、元消防庁長官
- 後藤英友 - 元衆議院議員（民主党所属）
- 小山令之 - 衆議院議員、弁護士
- 沢田一精 - 参議院議員、熊本県知事
- 谷正之 - 外務大臣、駐中華民国・駐米大使
- 西田譲 - 衆議院議員
- 西野太亮 - 衆議院議員
- 野田武夫 - 衆議院議員、自治大臣
- 藤末健三 - 参議院議員（無所属）、東京大学元助教授
- 松前重義 - 衆議院議員、科学者・教育家（東海大学創立者）
- 三善信二 - 参議院議員、農林事務次官
- 三善信房 - 衆議院議員、農業指導者
- 守住有信 - 参議院議員、郵政事務次官

#### 官僚
- 岩城宏幸 - 国土交通省近畿運輸局長
- 江藤隆 - 国土交通省下水道部長、日本下水道新技術機構理事長
- 大島一博 - 第16代厚生労働事務次官、厚生労働省政策統括官（総合政策担当）、厚生労働省大臣官房長、厚生労働省老健局長
- 緒方俊則 - 消防庁次長、内閣府防災担当審議官、危険物保安技術協会理事長
- 小野平八郎 - 財務省大臣官房総括審議官
- 甲斐正彰 - 内閣官房総合海洋政策本部事務局長、空港施設社長
- 佐方信博 - 郵政事務次官、富士重工業副社長
- 鋤先幸浩 - 防衛省米軍再編調整官
- 中島鉄平 - 大蔵省主税局長、専売局長官
- 中島英史 - 秋田県副知事、石油天然ガス・金属鉱物資源機構特命参与
- 橋口典央 - 内閣官房内閣審議官兼行政改革推進室長、総務省行政管理局長、行政管理研究センター理事長
- 長谷川武 - 国土交通省航空保安大学校長、港湾空港技術研究所特別研究主幹
- 福島靖正 - 医務技監、厚生労働省健康局長、熊本市副市長、国立保健医療科学院長
- 本田桂子 - 多数国間投資保証機関長官CEO、コロンビア大学客員教授
- 村上健一 - 科学技術事務次官、日本原子力研究所理事長
- 村上秀徳 - 農林水産審議官、チリ駐箚特命全権大使

#### 首長
- 篠崎鉄男 - 宇城市長
- 田中信孝 - 人吉市長
- 福田虎亀 - 熊本市長、山梨県知事
- 松嶋和子 - 阿蘇市長
- 守田憲史 - 宇城市長

### 外交官
- 原聰 - 駐ポルトガル特命全権大使

### 軍人
- 上月良夫 - 陸軍軍人、第17方面軍司令官
- 片倉衷 - 陸軍軍人、陸軍省軍務局軍務課員
- 野田謙吾 - 陸軍軍人、陸軍中将
- 大森仙太郎 - 海軍軍人、海軍中将
- 城英一郎 - 海軍軍人、海軍少将
- 岡嶋清熊 - 海軍軍人

### 法曹界
- 上田豊三 - 裁判官（元最高裁判所判事）
- 宇都宮健児 - 弁護士（元日本弁護士連合会会長）
- 松嶋英機 - 弁護士

### 経済・実業界
- 池田博之 - 近畿大阪銀行社長、りそな銀行副会長、東洋テック社長、関西経済同友会代表幹事
- 市川俊英 - 三井ホーム社長、東京ミッドタウンマネジメント社長、住宅生産団体連合会副会長
- 嘉悦朗 - 横浜マリノス社長、Jリーグ理事
- 門垣逸夫 - 熊本朝日放送 (KAB) 社長
- 河野哲也 - 元JPモルガン証券CEO/アジア太平洋地域副会長
- 木村康 - 石油連盟会長
- 久保田豊 - 日本工営社長
- 佐藤洋二 - 双日社長、日本貿易会副会長
- 迫静二 - 富士銀行頭取
- 立石一真 - オムロン創業者
- 長野吉彰 - 肥後銀行常任顧問・元頭取、会長
- 信原啓也 - ジェーシービー (JCB) 社長
- 芳賀義雄 - 日本製紙グループ本社社長、日本製紙連合会会長
- 橋本正博 - 大日本スクリーン製造社長
- 平野洋一郎 - アステリア創業者、社長、ブロックチェーン推進協会代表理事
- 細谷英二 - りそなホールディングス会長
- 本田英一 - コープこうべ理事長、日本生活協同組合連合会会長
- 本田桂子 - マッキンゼー・アンド・カンパニーパートナー、世界銀行多国間投資保証機関(MIGA)長官
- 前田勝之助 - 東レ名誉会長、元経団連副会長、元日本知的財産協会会長
- 松尾新吾 - 九州電力会長
- 御木本豊彦 - ミキモト社長

### 学界
- 蟻田功 - 医学者、WHO天然痘根絶計画を主導。国際保健医療交流センター名誉理事長
- 岩﨑一生 - 法学者、名古屋大学名誉教授
- 浦田賢治 - 憲法学者、早稲田大学名誉教授
- 後藤雅宏 - 化学工学者、九州大学教授、元日本溶媒抽出学会会長、日本膜学会会長
- 谷川健一 - 民俗学者、地名学者、作家、元近畿大学教授、文化功労者
- 内藤寿七郎 - 小児科医、日本人初のシュバイツァー賞受賞
- 小畑惟清 - 産婦人科医、日本医師会長
- 松村武雄 - 神話学者
- 玉城康四郎 - 仏教学者、東京大学名誉教授
- 松永澄夫 - 哲学者、東京大学大学院人文社会系研究科教授
- 末延三次 - 英米法学者、東京大学名誉教授
- 平野龍一 - 刑法学者、東京大学総長
- 西田典之 - 刑法学者、東京大学名誉教授
- 大浜啓吉 - 行政法学者、早稲田大学名誉教授
- 霍見芳浩 - 経済学者、ニューヨーク市立大学教授
- 山室信一 - 政治学者、京都大学人文科学研究所教授
- 上野健爾 - 数学者、京都大学名誉教授
- 鬼木甫 - 経済学者、大阪学院大学経済学部教授、大阪大学名誉教授
- 本田正次 - 植物学者、東京大学名誉教授
- 佐川尚 - 化学工学者、京都大学教授
- 佐々木栄一 - 構造工学者、東京工業大学環境・社会理工学院教授
- 佐竹健治 - 地震学者、東京大学地震研究所教授
- 古賀逸策 - 電気通信工学者、東京大学名誉教授
- 野島一彦 - 臨床心理学者、九州大学名誉教授、元日本心理臨床学会理事長
- 星乃治彦 - 歴史学者、福岡大学人文学部歴史学科教授
- 根占献一 - 歴史学者・思想史家 学習院女子大学国際文化交流学部教授
- 牛島憲之 - 東京芸大名誉教授
- 青山武憲 - 日本大学法学部教授
- 榊素寛 - 神戸大学大学院法学研究科教授
- 相田洋 - 福岡教育大学教授、青山学院大学教授
- 大森賢治 - 化学・物理学者、自然科学研究機構 分子科学研究所教授。2012年ドイツ フンボルト賞受賞
- 渡邉貴介 - 都市計画家、観光学者、東京工業大学大学院情報理工学研究科教授
- 下斗米伸夫 - 政治学者、ロシア政治、元成蹊大学教授、元法政大学法学部教授
- 松薗斉-歴史学者、愛知学院大学教授
- 峯陽一 - アフリカ研究、同志社大学教授

### 文化
- 長谷川櫂 - 俳人
- 正木ゆう子 - 俳人
- 有働亨 - 俳人
- 木村龍 -画家 人形作家
- 牛島憲之 - 洋画家
- 野田英夫 - 洋画家
- 坂口恭平 - 建築家・作家・写真家
- ダーティ・松本 - 漫画家
- 八重野充弘 - 作家・埋蔵金研究家
- 北御門二郎 - トルストイ翻訳家
- 黒土三男 - 映画監督
- 江崎実生 - 映画監督
- 木下順二 - 劇作家・評論家
- 丸内敏治 - 脚本家
- 安東郁 - 脚本家・作詞家
- 三池敏夫 - 美術監督（ゴジラシリーズ、ガメラシリーズ他）
- 河津秋敏 - スクウェア・エニックス第2開発事業部長兼エグゼクティブプロデューサー
- 田上健一 - 建築家

### マスコミ関係

#### アナウンサー
- 稲塚貴一 - 日本放送協会 (NHK) アナウンサー
- 田中秀喜 - 日本放送協会 (NHK) アナウンサー
- 吉田賢 - 日本放送協会 (NHK) アナウンサー
- 村田絵美 - 元日本放送協会 (NHK) アナウンサー
- 後生川凜 - 熊本放送 (RKK) アナウンサー
- 野溝美子 - 熊本放送 (RKK) 元アナウンサー
- 本田千穂 - テレビ熊本 (TKU) アナウンサー[1]、元テレビ長崎アナウンサー
- 武田真一 - フリーアナウンサー、元日本放送協会 (NHK) アナウンサー
- 福島絵美 - フリーアナウンサー、元熊本放送 (RKK) アナウンサー
- 石川伸子 - フリーアナウンサー、元RKB毎日放送アナウンサー
- 荘口彰久 - ラジオパーソナリティ・元ニッポン放送アナウンサー

### 芸能
- 名和宏 - 俳優
- 宮崎美子 - 女優
- 中川新介 ‐ お笑い芸人（ダブルウィッシュ）
- 三遊亭好一郎 - 落語家
- 福田隆 - 打楽器奏者、指揮者、国立音楽大学 教授
- 佐藤迪 - 打楽器（ティンパニ）奏者、指揮者

### スポーツ
- 佐藤元彦 - プロ野球選手（東京・ロッテ - 大洋）
- 久木田紳吾 - サッカー選手 (Jリーグ・ザスパクサツ群馬)
- 向山昌利 - ラグビー選手（NECグリーンロケッツ）
- 吉岡世起 - プロレスラー
- 成宮真希 - 女子プロレスラー
- 大島唯司 - JR東日本ランニングチーム監督

### その他
- 太田洪量 - 国際勝共連合会長、世界平和連合会長
- 岡本武 - よど号ハイジャック犯
- 瀬戸熊直樹 - 日本プロ麻雀連盟、Mリーガー（Team雷電）